# Lennart Ringmar
Olof Lennart Ringmar, född 27 september 1923 i Torshälla, död 2002, var en svensk arkitekt. Han är bror till Torgil och Richard Ringmar samt far till Erik Ringmar.
Ringmar, som var son till prosten Richard Ringmar och Frida Boström, utexaminerades från Norrköpings tekniska gymnasium 1943 och bedrev specialstudier vid Kungliga Tekniska högskolan 1952–1953. Han blev ingenjör vid stadsarkitektkontoret i Uppsala 1944, vid Statens geotekniska institut 1945, vid Ingenjörsfirman Jacobson & Widmark 1949, stadsplaneingenjör vid länsarkitektkontoret i Umeå 1949, Bengt Lekhammar arkitektkontor i Sundsvall 1957 och var biträdande länsarkitekt i Norrbottens län 1959–1965, expropriationstekniker där 1964–1966 samt chef för avdelningen för samhällsplanering vid Kommunernas konsultbyrå i Sundsvall från 1965. 
Ringmar var styrelseledamot i Luleåkretsen av Svenska naturskyddsföreningen och i Norrbottens läns hembygdsförening, ledamot av naturvårdsrådet i Norrbottens län 1963–1965, styrelseledamot i Medelpads fornhem och ordförande i dess arbetsutskott från 1966. Han skrev artiklar i dags- och fackpress.